# Johannes Franz Becker
Johannes Franz Becker (* 18. Dezember 1689 in Meinkenbracht, (heute: Sundern (Sauerland)-Meinkenbracht); † 21. Januar 1777) war ein katholischer Pfarrer und Montanunternehmer.

## Leben
Johannes Franz Becker wurde als Sohn des Bauern Henning Becker und dessen Frau Maria (geb. ZumBroich) geboren. Wie zwei seiner Brüder trat er in den geistlichen Stand ein und war seit 1718 Pfarrer in Förde und seit 1721 in Grevenstein.
Von historischer Bedeutung ist Becker als montangewerblicher Unternehmer. Er war einer der wenigen Geistlichen im Herzogtum Westfalen, die in Bergbau und Hüttenwesen in größeren Umfang tätig waren. Er schrieb über sich im Rückblick „Anno 1730 hab ich mich entschlossen, mit meinen consorten bergwercke zu treiben, so auch dicto anno anzufangen.“ Einen beträchtlichen Teil der nötigen Kapitalien erhielt er von Maria von Schildern. Diese spendete nicht nur für Sakramente oder Kapellen, sondern nach eigener Aussage von 1754 für Bergwerke und das Laboratorium des Geistlichen. Über die Verwendung hätte Becker nur Gott dem Herrn und sonst niemandem Rechnung ablegen müssen. Auch von einer Frau von Schade bekam er Gelder.
Im Seilbachtal an der Dickschlade werden die Überreste eines Gebäudes als alte Vikarie bezeichnet. Als Bauherr wird Becker vermutet. Als Vikarie war der von jeder nennenswerten Ansiedlung entfernte Bau kaum sinnvoll. Er diente vielmehr der Erzaufbereitung oder der Verhüttung. Neben dem Hauptbau gab es „.. samt anderen ohnenentbehrlichen Nothwendigkeiten als Kohlschoppen, Roststatten, Puchwerken, Schlackenhalden zu Schmelzerei, Separierung und Garmachung deren Metallen; alß Kupfer und Blei solle gebraucht werden.“ In einer Auflistung zu seinem montangewerblichen Tätigkeiten äußerte er zu seiner Motivation: „Vorbeschriebene Betreibung dieser bergwercke ist mit keiner anderen absicht geschehen, alß deren bedürftigen und abgestorbenen armen Seelen im Fegefeuer durch den erhofften Gewinn zu hülff zu kommen.“ Er plante bei einem finanziellen Erfolg seiner Aktivitäten sogar ein Priesterseminar an der Stelle der sogenannten Vikarie zu gründen. Er hatte als Montanexperte einen guten Ruf und beriet etwa die Bergverwaltung der Freiherren von Fürstenberg.
Becker beschäftigte sich auch mit der Verhüttung der Erze und experimentierte mit verschiedenen Legierungen und Schmelzpunkten. Dabei bewegte er sich zwischen Alchemie und moderner Forschung. Er berichtete über verschiedene Bergwerke, die er betrieb oder an denen er beteiligt war. So hat er ein Bergwerk „angefangen“ bei „weinghaus bej Lammers“ (Sundern-Weninghausen). Dort fand man Goldkies sowie Silber und Kupfer. Er berichtete davon, dass er im Bereich des Bergbaus bei Endorf ein Bleibergwerk bei Bönkhausen besessen hätte und dort einen Erbstollen „aufgemacht und säubern lassen, biß 100 Lachter in die Länge...“ Bei Grevenstein habe er ein „werck angefangen und einen stollen gesetzt, worin häufig Eisen, und vermuthlich auch Zinn befindet.“ Es folgen in ähnlicher Weise noch weitere sieben Lagerstätten.
Allerdings blieb aufs Ganze gesehen der finanzielle Erfolg aus. Die Investitionen rentierten sich nicht. Becker häufte hohe Schulden an. Er vernachlässigte auch seine geistlichen Aufgaben. Nach örtlichen Legenden mit einem wohl wahren Kern sollen die Grevensteiner Bürger deshalb das Pfarrhaus angezündet haben. Seine Schwester, die bei ihm als Haushälterin arbeitete, kam laut Kirchenbuch bei einem Brand 1746 ums Leben. Am Ende war er schwer krank und konnte seine Amtsgeschäfte nicht weiter ausüben, so dass seine Pfarrstelle von einem Koadjutor versehen werden musste.
Nach seinem Tod gingen die gerichtlichen Auseinandersetzungen unter anderem über den Verbleib von Geldern weiter. Er hatte offenbar für kirchliche Zwecke in Grevenstein bestimmte Gelder über das Busdorfstift in Paderborn geleitet, um sie für gute Zwecke verwenden zu können. An dem genannten Stift hatte er 1764 mit Geldern der Freifrau von Schilder ein Benefizium gestiftet. Die Prozesse zogen sich bis in die Mitte des 19. Jahrhunderts hin.
Im Januar 1777 verstarb Johannes Franz Becker im Alter von 87 Jahren.